# Galen Rowell
Pas d'image ? Cliquez ici
Galen Avery Rowell, né le 23 août 1940 Oakland et mort dans un accident d'avion le 11 août 2002 à Bishop, est un grimpeur, alpiniste, écrivain et photographe de paysages de montagne américain.

## Biographie
Ancien garagiste reconverti photographe et écrivain, Galen Rowell figure dans les années 1960 parmi les meilleurs grimpeurs du Yosemite et ouvre une soixantaine de voies nouvelles dans le massif de la Sierra Nevada (Californie). À partir de 1970, il fréquente la haute montagne d'Amérique du Nord et d'Asie.
L'activité de photographe de Galen Rowell couvre tous les domaines liés au milieu naturel montagnard.
Il fut membre conseil d'administration du Committee of 100 for Tibet.

## Ascensions
- 1967 - Première ascension du Great White Throne avec Fred Beckey et Pat Callis
- 1970 - Première ascension de la face sud du Half Dome avec Warren Harding
- 1971 - Première ascension de la face ouest directe d'Howser Tower dans le massif des Bugaboo (Chaîne Purcell), avec Chris Jones et Tony Qamar
- 1974 - Première ascension de la face sud-est du mount Dickey (Chaîne d'Alaska) avec Dane Roberts et Ed Ward
- 1977 - Première ascension de la plus haute des Tours de Trango avec John Roskelley, Kim Schmitz et Dennis Hennek[2],[3]
- 1977 - Arête nord-ouest du Nun Kun
- 1981 - Première ascension de l'Amnye Machen avec Harold Knutsen et Kim Schmitz
- 1982 - Première ascension du Cholatse avec Vern Clevenger, John Rowell et Bill O'Connor

## Publications
- (en) Galen Avery Rowell, The vertical world of Yosemite : a collection of photographs and writings on rock climbing in Yosemite, Wilderness Press, 207 p.
- (en) Galen Avery Rowell, In the throne room of the mountain gods, San Francisco, Sierra Club Books, 1986, 334 p. (ISBN 978-0-87156-764-2)
- Introduction in Lhassa : le Tibet disparu, texte et photographie de Heinrich Harrer, 223 pages Édition de La Martinière, 1997  (ISBN 2-7324-2350-5), p. 19-27.

## Récompense
- 1984 - Prix Ansel-Adams[4].